# Szilveszter-barlang
A Szilveszter-barlang a Kisgyőrben található egyik barlang. A Bükki Nemzeti Park része.

## Leírás
Sálytól 10–12 kilométerre, északra, a Kőris-völgy folytatásában, a Tölgyes Mátra tömbjében, az Ilona-kút közelében nyílik. A boltíves alakú bejárata egy sziklafal oldalában, nehezen megközelíthető, lejtős terepen, a völgy alja felett körülbelül 60 méterrel található meg és a völgyből nem látható. Beomlott és ezért jelenleg nem látogatható.
Triász mészkőben alakultak ki a járatai. Szalmacseppkövek és cseppkőzászlók voltak megfigyelhetők benne, valamint cseppkőlefolyása is van. Mivel 1977 utolsó napján fedezték fel, a Szilveszter-barlang nevet kapta. A barlang egyik oldalágában a kutatók nagyobb mennyiségű erdei talajt figyeltek meg, amely Szenthe István elmélete szerint nem vízbemosás eredményeként jött létre, hanem kis emlősök által behordott avarból és gallyakból keletkezhetett.

## Kutatástörténet
1977 decemberében fedezték fel a Lóczy Lajos Barlangkutató Csoport barlangkutatói. Helyét egy helyi favágótól tudták meg. Nevét a favágó sem ismerte és helyi elnevezése sem derült ki azóta sem. A csoport 1981-ig kutatta a régen lőterületen fekvő barlangot. 1978-ban elkészítette alaprajz térképét, hosszmetszet térképét és helyszínvázlaton lett feltüntetve helye. Kitöltését részletesen vizsgálták a csoport tagjai. 1979-ben felmérték az addig ismertté vált járatait, majd alaprajz térképet és hosszmetszet térképet szerkesztettek, valamint bölénycsontot találtak benne.
1980-ban Fónyad Béla fiatal holocén kori csontmaradványokat gyűjtött itt. A leleteket Kordos László határozta meg. 1980-ban lett megrajzolva alaprajz térképe keresztszelvényekkel és tanulmány készült a lecsepegő és összegyűlt víz elemzéséről. Az 1984-ben napvilágot látott Magyarország barlangjai című könyv országos barlanglistájában szerepel a Bükk hegységben lévő barlang Szilveszter-barlang néven. A listához kapcsolódóan látható az Aggteleki-karszt és a Bükk hegység barlangjainak földrajzi elhelyezkedését bemutató 1:500 000-es méretarányú térképen a barlang földrajzi elhelyezkedése.
1984–1986 között az Anteus Barlangkutató Csoport klimatológiai vizsgálatokat végzett és ők is elemezték kitöltését. 1987-ben egy alaprajzi barlangtérkép-vázlatot rajzolt az Anteus Barlangkutató Csoport. 1987 nyarán a csoport feltárta egy kilenc méter hosszú járatát, amely a felszín felé kanyarodik és vázlatosan felmérte a barlang melletti, úgynevezett 04-es járatot. 2008-ban a FÉSZEK Egyesület Latorvár Szakcsoport végzett feltáró munkát benne.